# بين موراي-بروس
بين موراي-بروس هو سياسي نيجيري، ولد في 17 فبراير 1956 في لاغوس في نيجيريا. نشط حزبياً في حزب الشعب الديمقراطي. وقد انتخب عضو مجلس الشيوخ في نيجيريا ‏.